# Scott Williams

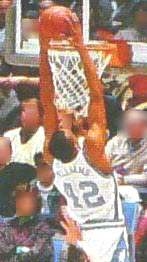
Scott Williams, 1986 eller 1987.

Scott Christopher Williams, född 21 mars 1968 i Hacienda Heights i Kalifornien, är en amerikansk före detta professionell basketspelare (PF/C) som tillbringade 15 säsonger (1990–2005) i den nordamerikanska basketligan National Basketball Association (NBA), där han spelade för Chicago Bulls, Philadelphia 76ers, Milwaukee Bucks, Denver Nuggets, Phoenix Suns, Dallas Mavericks och Cleveland Cavaliers. Under sin karriär gjorde han 3 825 poäng (5,1 poäng per match), 431 assists och 3 506 rebounds, räddningar från att bollen ska hamna i nätkorgen, på 746 grundspelsmatcher. Han ingick några år i Chicago Bulls dynastilag som dominerade NBA mellan 1990 och 1998, där han var med om att vinna de tre första av deras sex NBA-mästerskap som de bärgade under den tidsperioden.
Williams blev aldrig draftad.